# أوغور شاهين
أوغور شاهين (ولد عام 1965 في مدينة إسكندرون في تركيا) هو طبيب مناعة تركي - ألماني وأستاذ في علم الأورام بجامعة ماينز والرئيس التنفيذي والمؤسس المشارك مع زوجته، أوزليم توريجي، لشركة التكنولوجيا الحيوية بيوأنتك.

## حياته
ولد شاهين في لواء إسكندورن. هاجرت عائلته عندما كان في الرابعة من عمره إلى ألمانيا، حيث كان والده يعمل في مصنع سيارات فورد. درس الطب في جامعة كولونيا وتخرج منها عام 1990 وحصل على درجة الدكتوراه من نفس الجامعة عام 1993، وبعد إقامة لمدة ثماني سنوات في مستشفى جامعة سارلاند، انضم إلى هيئة التدريس في جامعة ماينز في عام 2000، حيث أصبح أستاذًا في عام 2006.
بالإضافة إلى دوره كأستاذ وطبيب ممارس في مستشفى جامعة ماينز، أسس شاهين وشارك في العديد من الشركات خلال مسيرته المهنية. وفي عام 2001 أسس شركة Ganymed Pharmaceuticals، التي طورت علاجات مناعية للسرطان واشترتها شركة أستيلاس في عام 2016. وفي عام 2019، حصل شاهين على «جائزة مصطفى»، وهي جائزة إيرانية تصدر كل سنتين للمسلمين في العلوم والتكنولوجيا.
خلال جائحة فيروس كورونا في عام 2020، بدأ مع زوجته في تركيز أبحاثه على إيجاد لقاح ضد فيروس كورونا المرتبط بالمتلازمة التنفسية الحادة الشديدة النوع 2 (SARS-CoV-2)، بالشراكة مع شركة فايزر (Pfizer). وفي 11 نوفمبر 2020 أفادت شركة فايزر أن لقاح كوفيد-19 اللذين طوراه وفريقهما فعال بنسبة تزيد عن 90 بالمائة في الوقاية من المرض.
تزوج من أوزليم توريشي، وهي طبيبة متخصصة في علم المناعة من أصل تركي، وفي عام 2002 أصبح لديهما ابنة 